# 챠츠라몬
챠츠라몬(Caturamon, チャツラモン)은 디지몬 시리즈에서 등장하는 캐릭터(몬스터)이다.

## 소개
성우 - 이시이 코우지
개&해태의 모습을 하고 있으며, 디지몬의 신 백호몬의 부하이자 데바 중 한명으로, 같은 데바이자 부하인 마쿠라몬과 신드라몬을 남동생과 같이 생각해 돌보고 있다. 강해지고 싶다고 자신을 찾아온 임프몬에게 계약을 하며 베르제브몬으로 진화할 수 있는 힘을 준 장본인. 나중에 배신자 로프몬(안티라몬), 인간을 처리하라는 신의 명령을 받고 출동해 테리어몬에게 큰 타격을 입히나 결국 듀크몬에게 소멸하고 베르제몬에게 흡수당한다.